# Geylang International FC
El Geylang International Football Club es un equipo de fútbol de Singapur que milita en la S.League, la liga de fútbol más importante del país.

## Historia
Fue fundado en el año 1974 en la ciudad de Bedok como International Contract Specialists, el cual solamente usó por 1 año, al que cambiaron por el de Geylang International, el cual usaron hasta el año 1996, cuando lo cambiaron por el de Geylang United, nombre que usaron hasta el año 2012 por el que llevan actualmente. Es conocido por ser el primer equipo campeón de la S.League bajo el nuevo nombre en 1996.
Es uno de los equipos más ganadores de Singapur con 11 títulos de Liga, aunque solo 2 bajo el formato de la S.League y 9 torneos de Copa. A nivel internacional ha participado en 10 torneos continentales, donde su mejor participación ha sido en la Copa de la AFC del año 2004, donde fue eliminado en las Semifinales por el Al-Wahda de Siria.

## Palmarés
- S.League: 11

1975, 1976, 1977, 1988, 1989, 1990, 1991, 1992, 1993, 1996, 2001
- Copa Presidente de Singapur: 4

1976, 1990, 1991, 1995
- Copa FA de Singapur: 2

1996, 2007
- Copa de Singapur: 1

2009

## Gerencia
- Presidente: Patrick Ang Boon Yam
- Vicepresidente: Peter Lim Tso Ghee
- Secretario Honorario: William Tan Ong Huat
- Tesorero Honorario: Larry Chua Thiam Sen
- Supervisor: Lee Yi Shyan
- Patrón: Othman Haron Eusofe

## Cuerpo técnico
- Entrenador: Kanan Vedhamuthu
- Entrenador de Porteros: Rameshpal Singh
- Entrenador Deportivo: Thomas Pang
- Utilero: Abdul Halim Yusop y Peter Jacobson
- Entrenador de Jóvenes: Khidhir Kamis

## Entrenadores
- Haji Ahmad Bakri Fahrin (1974–1976)
- Dennis Bent (1977–1978)
- Cheng Meng Sak (1979)
- Zayid Ramsay (1980–1988)
- Sulaiman Karim (1989–1991)
- Subhash Singh (1991–1994)
- Amri Khaizan (1995–1999)
- Jakbir Khalil (2000–2001)
- Dhalil Hainan Ibrahim (2002–2006)
- Attaphol Buspakom (2006)
- Jozef Herel (2007-2008)
- Mike Wong (2009–2012)
- Kanan Vedhamuthu (2012–2014)
- Jorg Steinebrunner (2014–)

## Jugadores

### Jugadores destacados
| - Walter Ardone (2002) - Brian Bothwell (2000-01) - Brendon Šantalab (2003) - Warren Spink (1997) - Leonel Felice (2014) - Jacksen F. Tiago (1998-99) - Zlatko Vidan (1988-96) - Billy Bone (1998-01) - Daniel Hill (2004) - Max Nicholson (1998) - Lutz Pfannenstiel (1999-00) - Ballamodou Conde (2007) - Hamid Estili (1996) - Mohammad Khakpour (1996) - Ali Reza Mansourian (1997) - Wayne O'Sullivan (2004-05) - Jason Batty (1999) - Vasile Ghindaru (2009-11) - Stewart Petrie (2004) - Rastislav Beličák (2008-10) - Peter Tomko (2010) - Jang Jung (1997) | - Fandi Ahmad (1996) - Mohd Rafi Ali (1998) - Malek Awab (1988-93) - Jerry Bartholomeusz (1999-01) - Indra Sahdan Daud (1997-00) - Aleksandar Đurić (2001-04) - Syed Faruk (1988-96) - Lim Tong Hai (2002-04) - Yasir Hanapi (2008-11) - Aide Iskandar (2007-08) - Hasrin Jailani (1998-02) - Shahril Jantan (1998-02) - K. Kannan (1988-93) - Baihakki Khaizan (2003,2008-09) - Ahmad Latiff (1997-98) - David Lee (1996-97) - Lionel Lewis (2001-03) - Noh Rahman (2001), (2004-08) - Jefri Rahmat (1988-93) - Razali Saad (1988-96) - Borhan Abu Samah (1988-93) - D. Tokijan (1988-93) - John Wilkinson (2001-03) - Kadir Yahaya (1996-02) - Winston Yap (1998-02) - Zulkarnaen Zainal (1996-02) |